# Tifón Doksuri
El tifón Doksuri, conocido en Filipinas como el supertifón Egay, fue un ciclón tropical poderoso y destructivo que causó grandes daños en Filipinas, la isla de Taiwán y China continental a finales de julio de 2023. El nombre "Doksuri" significa águila en coreano. Doksuri, la quinta tormenta con nombre y el tercer tifón de la temporada de tifones del Pacífico de 2023, comenzó como un área de baja presión en Filipinas, lejos de la costa de Mindanao. Siguiendo hacia el noroeste, se intensificó rápidamente hasta convertirse en un tifón sobre Filipinas antes de tocar tierra en las islas Babuyan. Junto con el monzón del sudoeste, Doksuri bañó la mayor parte del norte y centro de la isla de Luzón con fuertes lluvias, provocando inundaciones en varias regiones del país. Doksuri se debilitó constantemente después de interactuar con la tierra, pero a última hora del 27 de julio, Doksuri experimentó otra ronda de rápida intensificación en el Mar de China Meridional. Doksuri se movió hacia Fujian, China continental, antes de debilitarse rápidamente por tierra, y Doksuri se disipó temprano al día siguiente.

Doksuri dejó un rastro de destrucción severa a su paso. El tifón mató a 57 personas y dejó 91 heridos, incluidas 27 personas a bordo del MB Aya Express que murieron cuando el barco bomba volcó. Se informaron inundaciones en 9 de las 17 regiones de Filipinas, que afectaron a más de 2 millones de personas y requirieron la evacuación de más de 300 mil. En la isla de Taiwán, alrededor de 150.000 personas en todo el país se quedaron sin electricidad. Afectó a más de 724.600 personas y 262,3 ha (648,2 acre) de tierras agrícolas en Fujian, China continental; 44 casas resultaron dañadas, con 178 casas totalmente destruidas. Doksuri fue el tifón más fuerte que azotó la provincia sureste de Fujian desde el tifón Meranti en 2016, y el tifón más poderoso que azotó Fujian desde que comenzaron los registros en 1950. En Fujian, las lluvias establecieron récords para totales de 24 horas, incluida una acumulación de más de 648 mm (25,5 plg).

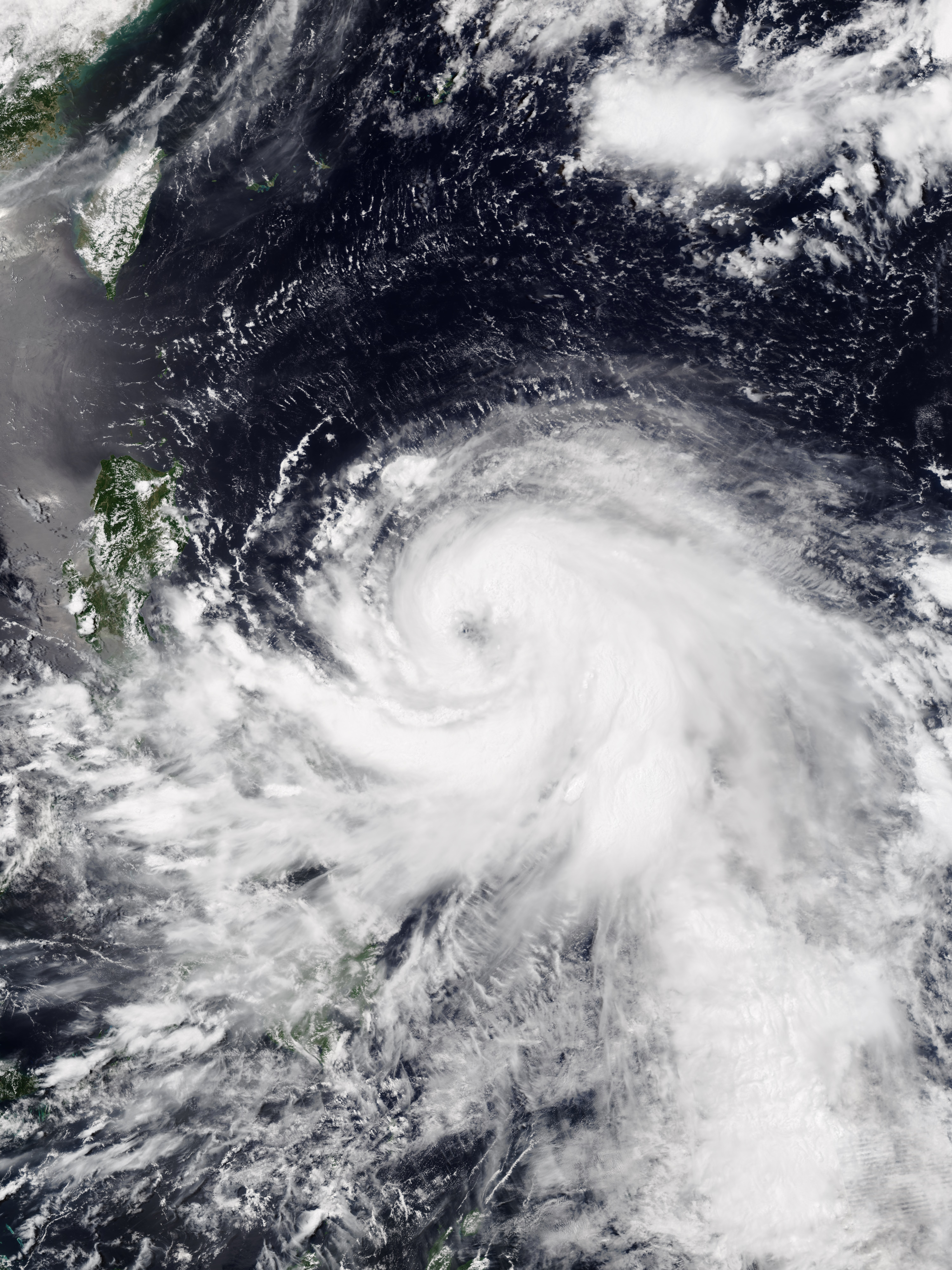
El tifón Doksuri gana fuerza rápidamente el 23 de julio

Las lluvias torrenciales afectaron muchas áreas, con acumulaciones en Xiamen, Quanzhou y Putian que alcanzaron 50 mm (2 plg). Los restos de la tormenta produjeron fuertes lluvias en Beijing. El remanente cayó hasta 744,8 mm (29,3 plg) de lluvia en el embalse de Wangjiayuan en el distrito de Changping con Doksuri estableciendo récords de precipitación máxima desde que comenzó el registro durante la dinastía Qing hace 140 años. En general, los daños ascendieron a $ 169 millones.
El 19 de julio, la Agencia Meteorológica de Japón (JMA) comenzó a rastrear un área de baja presión en el Mar de Filipinas, al este de Mindanao. La agencia notó su formación en depresión tropical el 20 de julio; el Centro Conjunto de Alerta de Tifones (JTWC) emitió una Alerta de Formación de Ciclones Tropicales más tarde ese día. El sistema mantuvo su intensidad durante el día siguiente a medida que avanzaba hacia el noroeste. El 21 de julio, el sistema se intensificó hasta convertirse en tormenta tropical y recibió el nombre de Doksuri; La agencia meteorológica filipina PAGASA también notó la formación de la tormenta y localmente la nombró Egay. Luego fue designado por JTWC como la depresión tropical recién formada 05W. Impulsada por una dorsal subtropical de capa profunda hacia el norte, la tormenta se intensificó ligeramente a medida que avanzaba hacia el noroeste durante el día siguiente.